# Christuskirche (Vechelde)

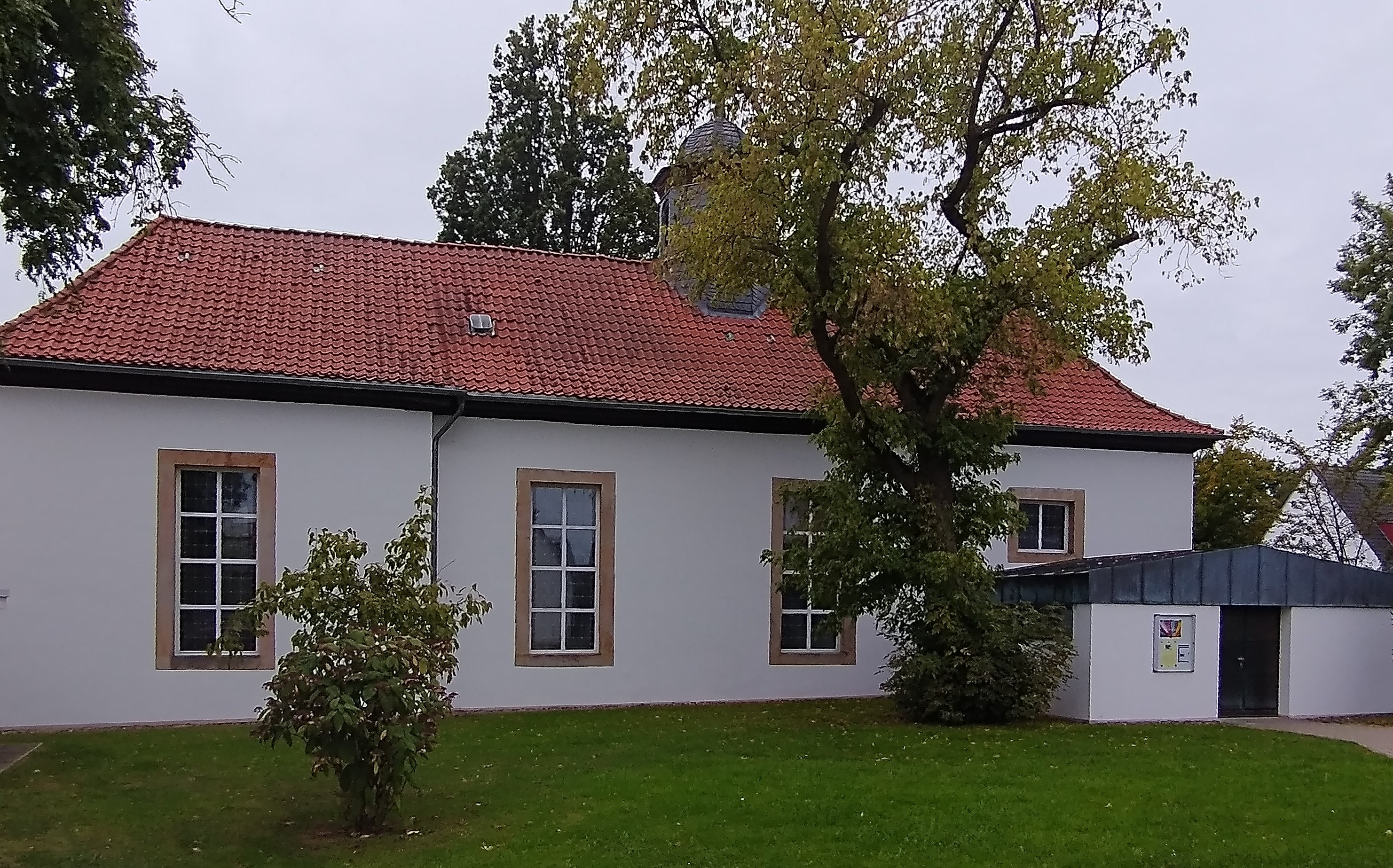
Christuskirche

Die Christuskirche in Vechelde ist die Hauptpredigerkirche in der Propstei Vechelde der Evangelisch-lutherischen Landeskirche in Braunschweig. Die Kirche gehört zur Kirchengemeinde Vechelde/Vechelade. Die Adresse lautet Peiner Straße 7a in Vechelde.

## Gebäude
Die Kirche ist ein verputzter, schlichter und barock wirkender Massivbau mit einem rechteckigen Grundriss unter einem Walmdach, das in der Mitte einen Dachreiter trägt. Die Glockenhaube ist mit Schiefer behängt und die Wetterfahne trägt die Jahreszahl 1694, so dass damit auch die Errichtung des Bauwerks vermutet wird. Die Einfassungen der Fenster und des westlichen Portals sind in Sandstein gehalten.
Im Inneren zeigt sich der Saal und die Empore im klassizistischen Stil.
Die Orgel ist von 1857. 1979 wurde die Kirche instand gesetzt.
Weiterhin birgt der Innenraum ein Gefallenendenkmal.

## Kirchhof und Gedenkstein
Der gepflegte Kirchhof umsäumt mit einem alten Baumbestand die Christuskirche. Im Norden befindet sich die Propsteiverwaltung.
Westlich der Kirche ist ein Findling am Portal zu finden, der die Inschrift Dem großen Feldherrn Herzog Ferdinand Gutsherrn von Vechelde 1721–1792 trägt.

## Denkmalschutz
Kirche, Kirchhof und Gedenkstein sind als Baudenkmale nach § 3 Abs. 2 bzw. § 3 Abs. 3 NDSchG eingetragen. Gemeinsam bilden sie eine Gruppe baulicher Anlagen (Kirchhof Vechelde).